# José Duato Chapa
José Duato Chapa (Moncada, 26 de noviembre de 1899 - Valencia, 15 de marzo de 1990) fue un político de la Comunidad Valenciana, España.
Junto a Luis Lucía Lucía fundó el partido político Derecha Regional Valenciana que se integró más tarde en la Confederación Española de Derechas Autónomas durante la Segunda República, candidatura con la que fue diputado.
Aunque apoyó a los rebeldes durante la Guerra Civil, sus convicciones monárquicas democráticas y el apoyo a Juan de Borbón le hicieron separarse de la política franquista, desarrollando su labor en organizaciones paraoficiales vinculadas a la Iglesia católica del momento en España, como Acción Católica o la Asociación Católica Nacional de Propagandistas. Durante la transición democrática se incorporó de manera testimonial a la formación democristiana Unió Democràtica del País Valencià.